# Radu Vasile
Radu Vasile (Sibiu, 10 ottobre 1942 – Bucarest, 3 luglio 2013) è stato un politico, storico e poeta rumeno, Primo ministro della Romania dal 17 aprile 1998 al 13 dicembre 1999.
Entrò in politica nel 1990 dopo la rivoluzione romena del 1989, iscrivendosi al Partito Nazionale Contadino Cristiano Democratico (PNȚCD), fino a diventarne segretario generale.
Nominato primo ministro nel 1998, fu destituito nel dicembre dell'anno successivo su decisione del presidente della Romania, Emil Constantinescu. Nel corso del mandato da premier fece fronte alla mineriada del gennaio 1999, intervenendo di persona per placare le proteste dei sindacati dei minatori. Fu considerato uno dei maggiori fautori della visita di Giovanni Paolo II a Bucarest del 1999, la prima di un papa cattolico in un paese ortodosso.
Espulso dal PNȚCD, nel 2000 passò al Partito Democratico (PD), nelle cui liste fu eletto per la sua terza legislatura da senatore.
Fu anche autore di un volume di poesie pubblicato con lo pseudonimo Radu Mischiu.

## Formazione e carriera accademica
Il padre, avvocato, era un prigioniero politico. Nonostante la famiglia fosse originaria di Drăgășani, Radu Vasile nacque a Sibiu.
Si laureò nel 1967 presso la facoltà di storia dell'Università di Bucarest e, dopo il conseguimento del titolo, divenne ricercatore stagista presso il Museo nazionale del villaggio (Muzeul Național al Satului) della capitale rumena. Nel 1969 si trasferì in qualità di ricercatore scientifico all'Istituto di storia "Nicolae Iorga" dell'Accademia romena, in cui rimase fino al 1972. Nel 1977 conseguì un dottorato in economia.
A livello accademico fu docente di storia dell'economia per oltre un ventennio, dal 1970 al 1994, presso l'Accademia degli studi economici di Bucarest. Con gli anni scalò le gerarchie universitarie (assistente, lettore e conferenziere), fino a ottenere il titolo di professore nel 1994. Tra il 1990 e il 1992 fu anche prodecano della facoltà di commercio.
Nel 1994 fu tra i membri fondatori del Forum centro europeo, al fianco di Bronisław Geremek, Raymond Barre e Helmuth Schmidt.

## Carriera politica

### Dirigente del Partito Nazionale Contadino Cristiano Democratico
Radu Vasile si iscrisse al Partito Nazionale Contadino Cristiano Democratico (PNȚCD) di Corneliu Coposu nel 1990. Il PNȚCD fu il primo partito politico a registrarsi ufficialmente dopo la caduta della dittatura di Nicolae Ceaușescu e si batteva per la democratizzazione del paese, opponendosi alle manovre del partito di maggioranza del Fronte di Salvezza Nazionale (FSN) di Ion Iliescu.
Nel 1992 Radu Vasile fu nominato direttore dell'organo di stampa del partito, il settimanale Dreptatea, alla cui guida rimase fino al 1994. Nel 1992 fu indicato capo del dipartimento economico e portavoce del PNȚCD, ruolo che rivestì fino al 1998.
In occasione delle elezioni parlamentari del 1992 fu eletto senatore come rappresentante del distretto di Bacău. Nel corso della legislatura 1992-1996 fu membro della commissione bilancio del senato e vicepresidente della commissione parlamentare per l'integrazione europea. A partire dalla sessione parlamentare iniziata nel settembre 1994 fu nominato vicepresidente del senato. Fece parte in qualità di vicepresidente anche della commissione d'inchiesta per le indagini sul blocco dei finanziamenti nell'agricoltura.
Considerato una delle figure di spicco della fazione riformista del PNȚCD, venne eletto dai propri colleghi segretario generale del partito nel corso del congresso che ebbe luogo a Bucarest tra il 19 e il 21 gennaio 1996. Con 210 voti a 80 sconfisse l'altro candidato Gavril Dejeu che aspirava alla stessa funzione. Vasile, quindi, arrivò a rivestire la terza carica del partito per ordine d'importanza, dopo il presidente Ion Diaconescu e il primo vicepresidente Gabriel Țepelea.
Il PNȚCD, facente parte di una più ampia e composita coalizione chiamata Convenzione Democratica Romena (CDR), vinse le elezioni parlamentari del 1996 e riuscì ad abbandonare il ruolo di partito di opposizione avuto negli anni precedenti. Il candidato della coalizione, Emil Constantinescu, successe a Ion Iliescu alla guida della presidenza della repubblica. La CDR costituì un'alleanza di governo con il Partito Democratico (PD) e l'Unione Democratica Magiara di Romania (UDMR). Per l'incarico di primo ministro, nonostante larga parte della base del PNȚCD supportasse la nomina di Vasile, il capo di Stato preferì optare sul sindaco di Bucarest, Victor Ciorbea, che entrò in carica nel dicembre 1996.
Nella nuova legislatura Vasile venne eletto senatore per la circoscrizione di Bucarest e riconfermò il proprio ruolo alla vicepresidenza della camera alta. Nominato capogruppo del PNȚCD al senato, tra gli altri incarichi parlamentari fu membro della commissione sull'istruzione, la scienza, la gioventù e lo sport e della delegazione della Romania presso l'assemblea parlamentare del Consiglio d'Europa.

### Primo ministro
In seguito alle dimissioni di Victor Ciorbea da primo ministro, il 1º aprile 1998 Vasile fu indicato dall'ufficio di dirigenza e coordinamento del PNȚCD come candidato alla posizione di premier, vincendo la concorrenza di Sorin Dimitriu (sostenuto dal presidente Constantinescu) e di Mircea Ciumara. Il capo di Stato gli avrebbe preferito un'altra figura, poiché Vasile era un politico poco legato al bagaglio ideologico della CDR e più eclettico rispetto a Ciorbea, con forti legami anche con i partiti d'opposizione. Il segretario generale del partito, però, era sostenuto dall'ala giovanile e dal cosiddetto "gruppo di Brașov" del PNȚCD e rappresentava una figura gradita a tutti i partner della coalizione, inclusi il Partito Nazionale Liberale (PNL) e il Partito Democratico. Il suo governo fu investito il 15 aprile 1998 con 317 voti a favore e 124 contrari.
Il primo ministro si impegnò a fare passi rapidi verso la riforma dell'economia in senso capitalista, malgrado avesse realizzato poche variazioni nella struttura del suo governo rispetto al precedente. Il programma dell'esecutivo riprese numerosi punti del governo Ciorbea, promettendo di ristabilire i parametri macroeconomici, stimolare gli investimenti, tagliare i costi per le società pubbliche improduttive e favorire la privatizzazione e la riorganizzazione delle aziende di Stato.
Nel corso del mandato si confrontò con la difficoltà di reperire i finanziamenti internazionali per la realizzazione delle riforme di cui il paese aveva bisogno. La Romania, inoltre, si aspettava di dover pagare oltre 2,2 miliardi di dollari per debiti contratti dal governo Văcăroiu nel periodo 1992-1996. Il governo Vasile, quindi, si concentrò sulla privatizzazione delle aziende di Stato in modo da trovare la liquidità necessaria. Tra il 1998 e il 1999 furono cedute centocinquanta società pubbliche (tra le quali Romtelecom, BRD e Dacia), i cui proventi consentirono alla Romania di evitare il default. Sul piano del taglio dei costi, in modo da recuperare la fiducia dei creditori internazionali, nel 1998 il governo predispose una riduzione massiccia delle spese per l'industria mineraria e per altri settori in perdita in mano allo Stato. Nel 1999, poi, intervenne per evitare l'aggravarsi della situazione nella sfera bancaria, decretando la fusione di Bancorex e BCR e avviando le procedure di fallimento per altri istituti di credito a maggioranza di capitale pubblico. Nonostante l'intensa attività legislativa, le riforme portate avanti dal governo non portarono prosperità alla popolazione, mentre nel corso del 1999 si intensificarono il numero e la forza degli scioperi.
Nel gennaio 1999 Vasile intervenne personalmente per far rientrare la sollevazione dei minatori della zona della valle del Jiu, che organizzarono una marcia verso Bucarest sulla scia delle precedenti mineriade del 1990 e 1991, scontrandosi con le forze di polizia e sfondando le linee di difesa poste dalle autorità. Il presidente Constantinescu decretò lo stato d'emergenza, mentre tra il 22 e il 23 gennaio Vasile riuscì personalmente a trovare un accordo con il leader della Lega sindacale dei minatori della valle del Jiu, Miron Cozma, in quella che passò alla storia come pace di Cozia.
Il miglioramento delle relazioni estere con i paesi occidentali, conseguenza diretta dell'aiuto fornito alle forze NATO nella guerra del Kosovo, e la capacità della Romania di rispettare il pagamento dei propri debiti, portarono alla riapertura dei canali di finanziamento da parte di Fondo Monetario Internazionale e Banca mondiale. Tra gli altri successi in politica estera, Vasile fu considerato l'artefice della visita a Bucarest di Giovanni Paolo II, fatto dalla rilevante importanza simbolica, in quanto primo viaggio di un papa cattolico in un paese a maggioranza ortodossa.
Il 10 dicembre 1999 il Consiglio europeo ufficializzò la propria disponibilità all'avvio delle trattative per l'adesione della Romania all'Unione europea. L'evento spinse il presidente Constantinescu, sostenuto nella scelta dall'ala degli "anziani" del PNȚCD, a procedere alla revoca del primo ministro, in modo da provare a dare nuovo impulso alla politica economica, vista la grave situazione di crisi, e preparare al meglio il successivo periodo di negoziati con i rappresentanti dell'Unione europea. Il capo di Stato forzò le proprie prerogative costituzionali, in quanto la carta fondamentale del 1991 non prevedeva espressamente l'impossibilità del presidente della Romania di revocare il primo ministro, né vi era stata una sentenza della Corte costituzionale in merito. Il 13 dicembre 1999 Constantinescu emise l'ordine di revoca di Vasile che, però, si rifiutò di rinunciare alla sua posizione. Al contempo il presidente incaricò quale premier ad interim il ministro del lavoro Alexandru Athanasiu, situazione che generò il singolare caso di due premier in carica nello stesso momento. Per venire a capo della crisi politica, in modo da spingere Vasile ad abbandonare l'incarico metà del gabinetto dei ministri annunciò le proprie dimissioni. Il 17 dicembre, alla fine, si dimise anche il primo ministro uscente.

### Il Partito Popolare
Sentendosi tradito dai colleghi che precedentemente ne avevano sostenuto la nomina, subito dopo la decisione di revoca da premier, il 14 dicembre 1999 Vasile formò con alcuni membri del PNȚCD a lui fedeli una fazione interna al partito, il "gruppo popolare". Il successivo 27 dicembre, tuttavia, Vasile fu espulso dal PNȚCD per violazioni allo statuto. Dodici parlamentari del PNȚCD, quindi, diedero le proprie dimissioni dal partito per seguire Vasile. Tale mossa ebbe l'effetto di far perdere alla coalizione di governo la maggioranza al senato.
Il 10 aprile 2000 l'ex primo ministro registrò il Partito Popolare (PP), del quale fu ufficialmente presidente dall'aprile all'ottobre 2000. Il nuovo partito di Radu Vasile partecipò solamente alle elezioni locali del 2000, conseguendo scarsi risultati (148 consiglieri locali, cinque consiglieri distrettuali e nove sindaci).
In occasione delle elezioni parlamentari del 2000 il PP presentò le proprie candidature nelle liste del Partito Democratico e si sciolse.

### Senatore del Partito Democratico
Iscrittosi al Partito Democratico, nel 2000 Vasile ottenne l'elezione per il suo terzo mandato consecutivo al senato, candidandosi nel distretto di Argeș. In seno al PD fu membro dell'ufficio permanente nazionale.
Nel corso della legislatura fu membro della commissione cultura (da dicembre 2000 a giugno 2001), della commissione per la privatizzazione (da giugno a settembre 2001) e della commissione difesa (da settembre 2001 a novembre 2004). Fu, inoltre, per brevi periodi membro della commissione parlamentare congiunta per l'integrazione europea (da settembre a novembre 2004) e vicepresidente del senato (febbraio 2004).

## Morte
Ritiratosi dalla vita politica al termine della legislatura 2000-2004, affrontò negli anni successivi diversi problemi di salute. Nell'agosto 2010 gli fu diagnosticato un cancro al colon, che lo costrinse a diversi interventi chirurgici realizzati in Romania e Israele. Morì nella notte tra il 2 e il 3 luglio 2013. Fu sepolto il successivo 5 luglio al cimitero di Bellu a Bucarest.
Nel 2013 il presidente della Romania Traian Băsescu gli conferì post mortem il titolo di cavaliere dell'ordine della Stella di Romania.

## Attività letteraria
Oltre che uomo politico fu anche autore di due romanzi, di un volume di pamphlet in versi e di una raccolta di poesie pubblicata con lo pseudonimo di Radu Mischiu, cioè il cognome della madre da nubile.

## Vita privata
Fu sposato con Măriuca Mărăcineanu, con cui ebbe tre figli, Radu, Tudor e Mihai.
Nel marzo 1999, quando era in carica come primo ministro, fu colpito da un infarto.
Si convertì al cattolicesimo nel gennaio 2004.

## Pubblicazioni

### Storia ed economia
Fu autore o coautore di oltre centocinquanta articoli e studi di argomento storico ed economico, nonché di saggi e manuali universitari. Tra questi:
- (RO) Economia mondială. Drumuri și etape ale modernizării, Albatros, 1987.
- (RO) Valută și economie, 1994.
- (RO) Monedă și politică fiscală, Uranus, 1994.
- (RO) De la secolul de fier la cel de-al doilea război mondial, Silex, 1998.
- (RO) Între echilibru și recesiune: teorie și practici de macrostabilizare, 1998.
- (RO) Se închide cercul?, Nemira, 1999.
- (RO) Cursa pe contrasens - Amintirile unui Prim-Ministru, Humanitas, 2002.
- (RO) Tunica Ruptă, Galaxia Gutenberg, 2009.

### Opere letterarie
- (RO) Radu Mischiu, Echilibru în toate, Cartea Românească, 1999.
- (RO) Fabricius, Polirom, 1999.
- (RO) Pacientul român - pamflete politice, Nemira, 2000.
- (RO) Buricul președintelui, Galaxia Gutenberg, 2009.

### Traduzioni
- (RO) George Weigel, Martor al Speranței - Biografia Papei Ioan Paul al II-lea (1920-2005), Galaxia Gutenberg, 2007.
- (RO) Benedetto XVI, Moarte și viață veșnică, Editura ARCB, 2013.